# Porteirinha
Porteirinha este un oraș în Minas Gerais (MG), Brazilia.